# Hechtmap

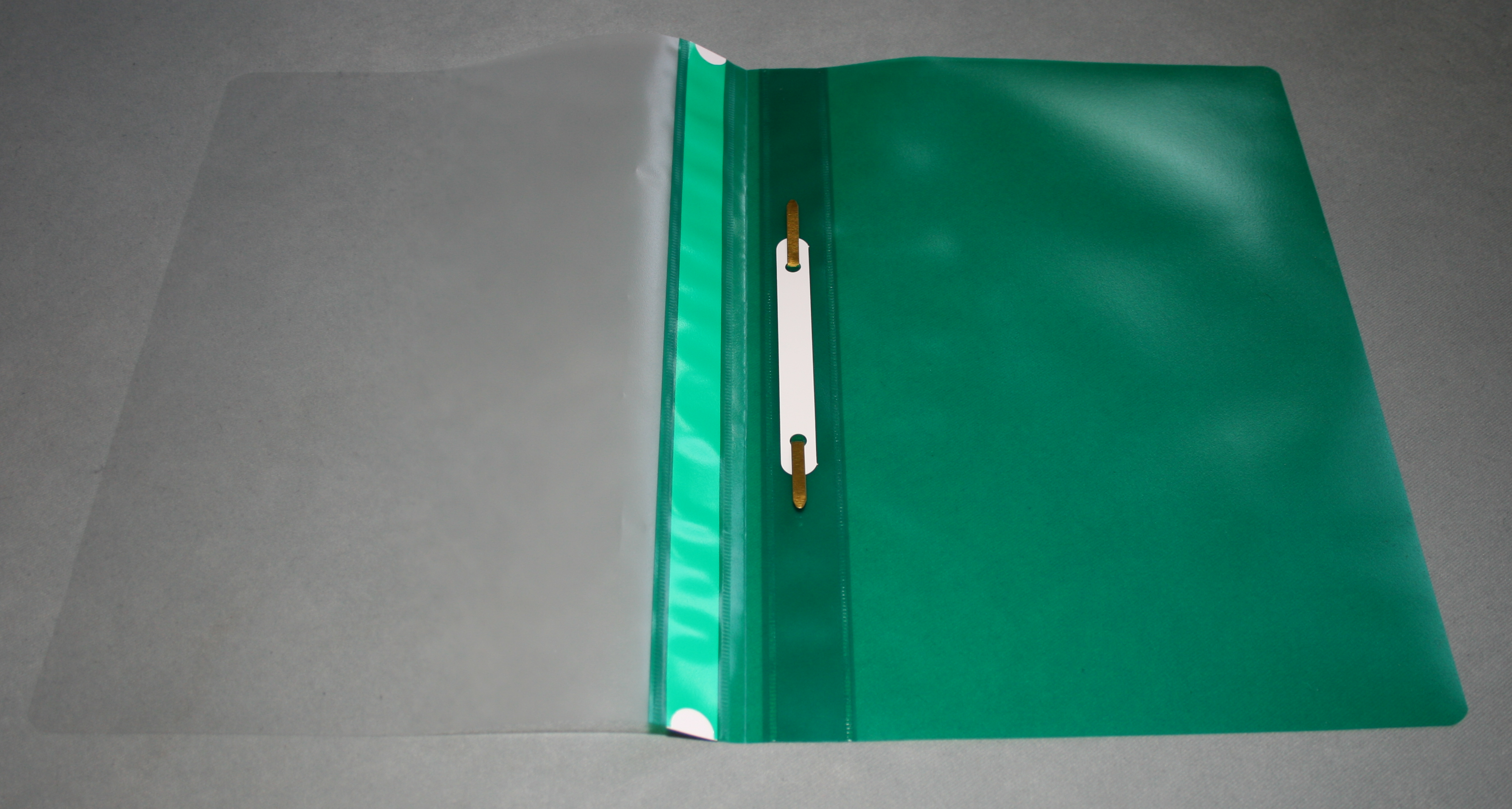
Kunststof hechtmap

Een hechtmap is een mapje bedoeld voor kleine dossiers van losse papieren, waarin een snelhechter (dit woord wordt soms ook voor het hele mapje gebruikt) is verwerkt om de papieren bij elkaar te houden.
Een hechtmap is bij uitstek geschikt om kleine dossiers met losse papieren netjes in te bewaren of te presenteren. Oude mappen waren vaak van karton of dik papier, waarop met een stift de aan de buitenkant de inhoud kon worden weergegeven. Moderne mapjes hebben veelal een transparante voorkant, waardoor het dossier makkelijk van een titelpagina is te voorzien. Bovendien is er meestal ruimte voor een strip langs de rand, waarop een titel kan worden geschreven.
Hechtmappen worden in het onderwijs vaak door leraren gebruikt om lesstof met (werk)bladen in aan te bieden, of door leerlingen om werkstukken in te maken.